# Bergros

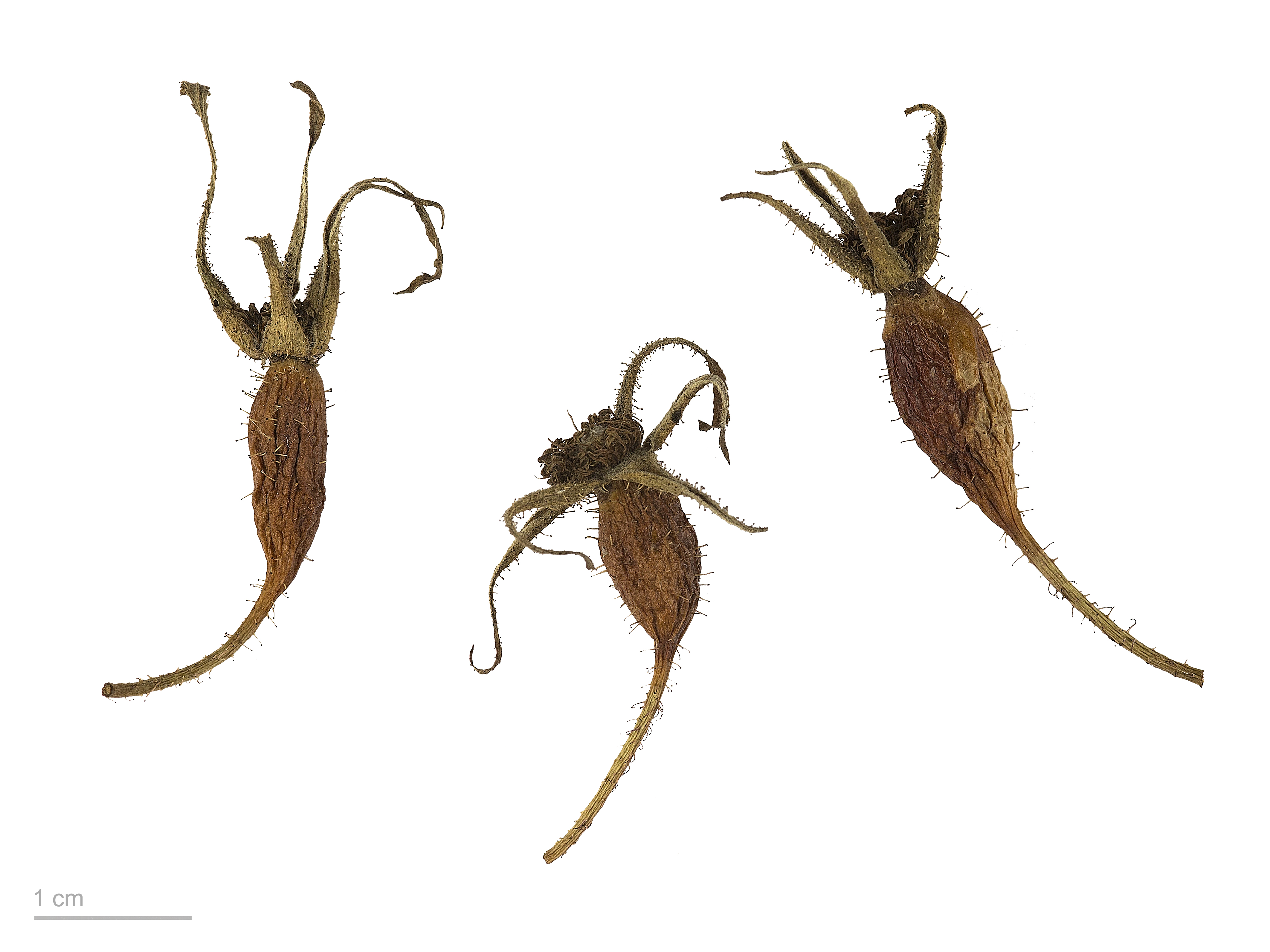
Rosa pendulina

Bergros (Rosa pendulina) är en art av rosor i familjen rosväxter. 

## Sorter
- fk Ultuna
- 'Haematodes'
- 'Lina'
- 'Nana'  -  liten bergros
- 'Rolina'

## Hybrider
- Häckros (R. ×reversa Waldst. & Kit. = R. pendulina × R. pimpinellifolia)
- Rosa ×anachoretica Schmidely (R. pendulina × R. montana)
- Rosa ×brueggeri Killias (R. glauca × R. pendulina)
- Rosa ×buseri Rouy (R. pendulina × R. sherardii)
- Rosa ×hispidocarpa (J.B. Keller) G. Beck R. canina × R. pendulina)
- Rosa ×intercalaris Déséglise (R. pendulina × R. villosa)
- Rosa ×iserana Rouy (R. pendulina × R. rubiginosa)
- Rosa ×salaevensis Rapin (R. pendulina × R. vosagiaca)
- Rosa ×spinulifolia Dematra (R. pendulina × R. tomentosa)
- Rosa ×wasserburgensis Kirschleger (R. trachyphylla × R. pendulina × R. tomentosa)

## Synonymer
- Rosa adjecta Déségl., 1873
- Rosa alpina f. laevis Ser. ex H. Christ, 1873 nom. inval.?
- Rosa alpina f. pyrenaica (Gouan) H. Christ, 1873 nom. inval.?
- Rosa alpina L., 1762
- Rosa alpina subsp. aculeata (Ser.) Arcang., 1882
- Rosa alpina subsp. laevis (Ser. ex H. Christ) Arcang., 1882 nom. illeg.
- Rosa alpina subsp. pyrenaica (Gouan) Nyman, 1878
- Rosa alpina subvar. intercalaris (Déségl.) Nyman, 1873
- Rosa alpina var. aculeata Ser., 1825)
- Rosa alpina var. adjecta (Déségl.) Nyman, 36 , 1878
- Rosa alpina var. glandulosa (Bellardi) Nyman, 37 , 1878
- Rosa alpina var. globosa Desv., 1813
- Rosa alpina var. intercalaris (Déségl.) J.B. Keller, 1882
- Rosa alpina var. intermedia Gren., 1849
- Rosa alpina var. laevis Ser., 1825 nom. illeg.
- Rosa alpina var. malyi (A. Kern.) Rouy, 1900
- Rosa alpina var. nuda Gren., 1849
- Rosa alpina var. ovoidea Rouy, 1900
- Rosa alpina var. pendulina (L.) Loisel. & Michel, 1819
- Rosa alpina var. pseudopyrenaica Rouy, 1900
- Rosa alpina var. pubescens Gren., 1849 nom. illeg.
- Rosa alpina var. pyrenaica (Gouan) Lam., 132 , 1779 comb. inval.?
- Rosa alpina var. setosa Ser., 1825)
- Rosa alpina var. subglobosa Rouy, 1900
- Rosa alpina var. sublaevis Rouy, 1900
- Rosa alpina var. vestita Gren., 1849
- Rosa alpina var. vulgaris Desv., 1813 nom. illeg.
- Rosa cinnamomea L., 1753
- Rosa cinnamomea var. globosa Desv., 1813 nom. illeg.
- Rosa glandulosa Bellardi, 1790-91
- Rosa intercalaris Déségl., 1873
- Rosa laevis (Ser. ex H. Christ) Dalla Torre & Sarnth., 1909
- Rosa majalis var. globosa (Desv.) P.V. Heath, 1992
- Rosa malyi A. Kern., 1869
- Rosa odoratissima Scop., 1771 nom. illeg.
- Rosa pendula Salisb., 1796 nom. illeg.
- Rosa pendulina f. adjecta (Déségl.) Fiori, 1907)
- Rosa pendulina f. alpina (L.) Fiori, 1907)
- Rosa pendulina f. globosa (Desv.) Heinr. Braun, 1892
- Rosa pendulina f. intermedia (Gren.) Fiori, 1907)
- Rosa pendulina f. laevis (Ser. ex H. Christ) C. Vicioso, 1948
- Rosa pendulina f. malyi (A. Kern.) Fiori, 1907)
- Rosa pendulina f. ovoidea (Rouy) R. Keller, 1931
- Rosa pendulina f. pseudopyrenaica (Rouy) R. Keller, 1931
- Rosa pendulina f. pyrenaica (Gouan) R. Keller ex R. Keller & Gams, 1923
- Rosa pendulina f. setosa (Ser.) Fiori, 1907)
- Rosa pendulina f. subglobosa (Rouy) R. Keller, 1931
- Rosa pendulina f. sublaevis (Rouy) R. Keller, 1931
- Rosa pendulina subvar. adjecta (Déségl.) R. Keller, 1902
- Rosa pendulina subvar. intercalaris (Déségl.) C. Vicioso, 1948
- Rosa pendulina subvar. pyrenaica (Gouan) R. Keller, 1902
- Rosa pendulina var. aculeata (Ser.) R. Keller, 1902
- Rosa pendulina var. alpina (L.) Heinr. Braun, 1892
- Rosa pendulina var. burgalensis auct.
- Rosa pendulina var. globosa (Desv.) Hayek, 1909
- Rosa pendulina var. intercalaris (Déségl.) Heinr. Braun, 1892
- Rosa pendulina var. intermedia (Gren.) C. Vicioso, 1948
- Rosa pendulina var. laevis (Ser. ex H. Christ) R. Keller, 1902
- Rosa pendulina var. malyi (A. Kern.) R. Keller, 1902
- Rosa pendulina var. ovoidea (Rouy) C. Vicioso, 1964
- Rosa pendulina var. pseudopyrenaica (Rouy) C. Vicioso, 1948
- Rosa pendulina var. pyrenaica (Gouan) Fiori, 1907)
- Rosa pendulina var. rupestris Crantz ex Heinr. Braun, 1892
- Rosa pendulina var. setosa (Ser.) R. Keller, 1902
- Rosa pendulina var. sublaevis (Rouy) C. Vicioso, 1948
- Rosa pimpinellifolia subsp. alpina (L.) C. Hartm., 1870
- Rosa pimpinellifolia var. malyi (A. Kern.) Nyman, 1889
- Rosa pyrenaica Gouan, 1773
- Rosa rubrifolia var. glandulosa (Bellardi) Ser., 1825)
- Rosa rupestris Crantz, 1763 nom. illeg.
- Rosa setosa (Ser.) Dalla Torre & Sarnth., 1909